# 叶凸

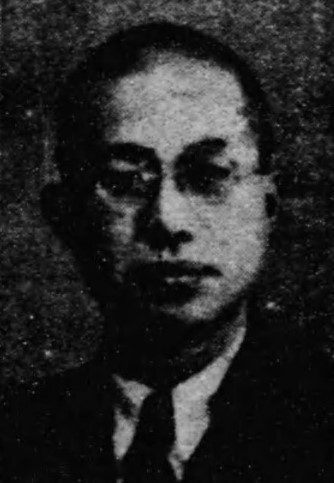
叶凸

叶 凸（かのう たかし／かの たかし、1908年（明治41年）9月25日 - 1964年（昭和39年）12月24日）は、農民運動家、実業家。衆議院議員（2期）。

## 来歴
愛媛県生まれ。兵庫県出身。早稲田大学政経学科（現政治経済学部）に学ぶ。布施市議会議員。日本農民組合中央委員、日本社会党中央委員。農林水産委員会に所属。
1946年（昭和21年）4月10日、戦後初の選挙となった第22回衆議院議員総選挙で日本社会党の推薦を受け、旧大阪府2区より出馬し、9位で初当選を果たす。その後、中選挙区制施行により、大阪4区に配属された。翌年の第23回衆議院議員総選挙で連続当選。1948年（昭和23年）の第3回臨時国会において議長の制止を無視し自席を離れて不規則発言を続け退場を命じられた。社会革新党に鞍替えした1949年（昭和24年）の第24回衆議院議員総選挙では13,919票（得票率5.7％）で落選した。
1964年（昭和39年）12月24日死去、56歳。死没日をもって勲四等旭日小綬章追贈、従五位に叙される。